# Campagna (giochi)
Una campagna in alcuni tipi di giochi, principalmente giochi di ruolo, videogiochi e wargame, è una serie di missioni caratterizzate da un unico obiettivo finale e una trama comune, con personaggi che permangono da un'avventura all'altra. Si tratta in genere di una delle modalità di gioco possibili, facoltativa in quanto si può anche giocare una singola partita a sé stante.